# Warner Anderson

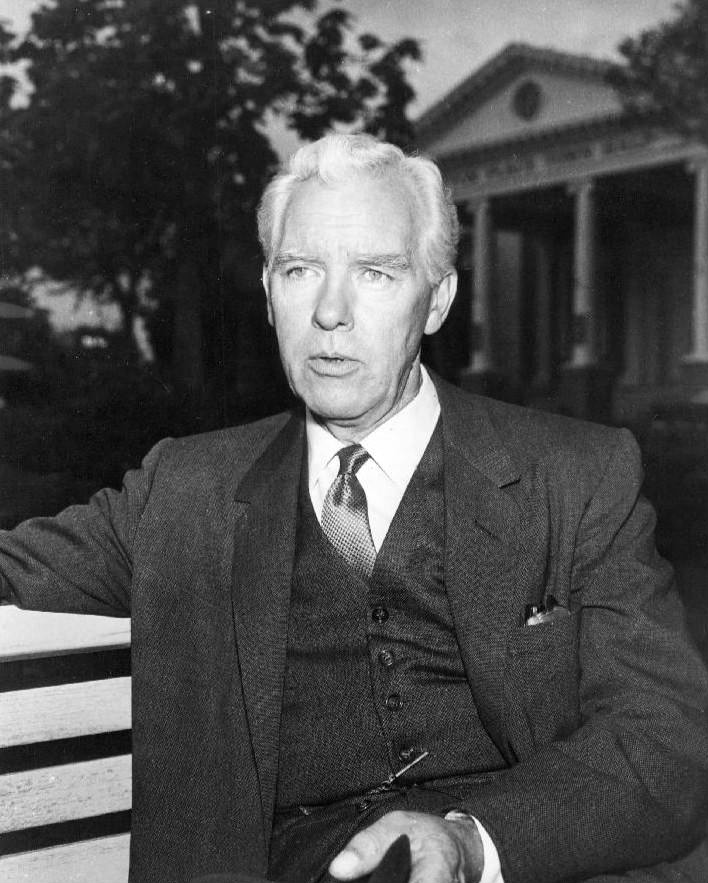
Warner Anderson (1965)

Warner Anderson (* 10. März 1911 in Brooklyn, New York; † 26. August 1976 in Santa Monica, Kalifornien) war ein US-amerikanischer Schauspieler.

## Leben und Werk
Anderson, aus einer Theaterfamilie kommend, war bereits als Kinderdarsteller aktiv und drehte 1916 den Stummfilm The Sunbeam an der Seite von Mabel Taliaferro. Möglicherweise drehte er in dieser Zeit noch mehr Filme, ein Zeitungsartikel nannte ihn 1917 „eines der klügsten Kinder im Filmgeschäft“. Von 1917 bis 1923 war er in vier Stücken am Broadway zu sehen; als Erwachsener sollte er dort noch in den Jahren 1942 sowie 1951 bis 1952 zwei weitere Engagements haben.
Warner Anderson setzte seine Karriere im Erwachsenenalter fort und hatte weitere Engagements beim Theater sowie beim Radio. In das Filmgeschäft kehrte er 1943 mit dem Kriegsfilm This Is the Army zurück. Der schlanke, relativ früh ergraute Anderson wurde vor allem auf Autoritätsfiguren besetzt, in seiner Filmografie lassen sich insbesondere viele Rollen als Arzt oder Militäroffizier finden. Unter anderem spielte er den Vorgesetzten von Cary Grant im Kriegsfilm Bestimmung Tokio (1943), einen Raketenwissenschaftler im Sci-Fi-Film Endstation Mond (1950), einen Militärrichter in der starbesetzten Literaturverfilmung Die Caine war ihr Schicksal (1954) und den Arzt von Glenn Ford in Richard Brooks’ Sozialdrama Die Saat der Gewalt (1955). 
Mit Beginn der 1950er-Jahre wirkte Anderson auch an einer Vielzahl von Fernsehproduktionen mit. Von 1954 bis 1960 spielte er den Lt. Ben Guthrie in der erfolgreichen Krimiserie Täter unbekannt (The Lineup); in Don Siegels Kinoadaption Der Henker ist unterwegs (1958) präsentierte er die Rolle des Guthrie gleichfalls auf der Leinwand. In den 1960er-Jahren verkörperte Anderson den Zeitungsverleger Matthew Swain in der populären Seifenoper Peyton Place (basierend auf dem Erfolgsroman von Grace Metalious), wobei er neben seiner Rolle in der Serie auch als Erzählerstimme zu hören war. In den 1970er-Jahren fand seine Karriere mit Gastrollen in einigen Fernsehserien ihren Ausklang.
Anderson starb im August 1976 im Alter von 65 Jahren nach längerer Krankheit. Er hinterließ seine Frau Leeta und den Sohn Michael.

## Filmografie (Auswahl)
- 1916: The Sunbeam
- 1943: This Is the Army
- 1943: Bestimmung Tokio (Destination Tokyo)
- 1945: Der Held von Burma (Objective, Burma!)
- 1945: Gefährliche Partnerschaft (Dangerous Partners)
- 1945: Weekend im Waldorf (Week-End at the Waldorf)
- 1945: Abbott and Costello in Hollywood
- 1946: My Reputation
- 1946: Eine Falle für den Banditen (Bad Bascomb)
- 1947: Dark Delusion
- 1947: Das Lied vom dünnen Mann (Song of the Thin Man)
- 1947: Anklage: Mord (High Wall)
- 1948: Tenth Avenue Ange
- 1949: Frauen um Dr. Corday (The Doctor and the Girl)
- 1949: The Lucky Stiff
- 1950: Endstation Mond (Destination Moon)
- 1951: Unsichtbare Gegner (Santa Fe)
- 1951: Bis zum letzten Atemzug (Only The Valiant)
- 1951: Go for Broke!
- 1951: Polizeirevier 21 (Detective Story)
- 1951: Das Herz einer Mutter (The Blue Veil)
- 1952: The Star
- 1952–1953: The Doctor (Fernsehserie, 12 Folgen)
- 1953: Der letzte Suchtrupp (The Last Posse)
- 1953: A Lion Is in the Streets
- 1954: Die Hand am Abzug (The Yellow Tomahawk)
- 1954: Die Caine war ihr Schicksal (The Caine Mutiny)
- 1954: Der einsame Adler (Drum Beat)
- 1954–1960: Täter unbekannt (The Lineup, Fernsehserie, 194 Folgen)
- 1955: Rauhe Gesellen (The Violent Men)
- 1955: Die Saat der Gewalt (Blackboard Jungle)
- 1955: Ein Mann wie der Teufel (A Lawless Street)
- 1958: Der Henker ist unterwegs (The Lineup)
- 1961: Panzer nach vorn (Armored Command)
- 1964: Rio Conchos
- 1964–1969: Peyton Place (Fernsehserie, 472 Folgen)
- 1966: The Bubble
- 1969: Gidget Grows Up (Fernsehfilm)
- 1971: Die jungen Anwälte (The Young Lawyers, Fernsehserie, Folge 1x24)
- 1971: Ohne Furcht und Sattel (Bearcats!, Fernsehserie, Folge 1x05)
- 1972: Mannix (Fernsehserie, Folge 6x15)
- 1973: Der Chef (Ironside, Fernsehserie, Folge 6x18)
- 1975: Detektiv Rockford – Anruf genügt (The Rockford Files, Fernsehserie, Folge 1x19)